# Amadeus IT Group
Amadeus IT Group, sovint coneguda com Amadeus, és una empresa proveïdora de solucions tecnològiques per a la indústria dels viatges. Va ser fundada el 1987.

## Història
Va ser creada el 1987 amb una aliança estratègica entre les aerolínies Air France, Lufthansa, Iberia L.A.E. i Scandinavian Airlines System per crear un subministrador a nivell mundial de serveis d'informació i reserves per al benefici dels viatgers i del públic en general.
L'empresa IBM va ser seleccionada com a contractista principal d'Amadeus perquè facilités un centre operatiu. El contracte amb IBM va rondar els 100 milions de dòlars. També van signar un altre contracte amb System One Corporation, filial de l'aerolínia Texas Air, perquè adaptés el seu programa informàtic System One a l'entorn europeu.
La seva seu es va situar a Madrid, el seu centre de desenvolupament es va ubicar al parc tecnològic Sophia Antípolis, a prop de Niça i el centre de dades es va situar a Erding (Alemanya). El primer director general i cap executiu va ser Curt Ekstrom.